# 孔多爾帕塔山
14°19′48″S 70°28′11″W / 14.33000°S 70.46972°W
孔多爾帕塔山（Kuntur Pata），是秘魯的山峰，位於該國東南部普諾大區，由安陶塔區和努尼奧瓦區負責管轄，屬於安地斯山脈的一部分，海拔高度5,107米。